# Ichthyoelephas humeralis
Ichthyoelephas humeralis es una especie de peces de la familia Prochilodontidae en el orden de los Characiformes.

## Morfología
Los machos pueden llegar alcanzar los 24 cm de longitud total.

## Hábitat
Vive en zonas de clima tropical.

## Distribución geográfica
Se encuentran en Sudamérica:  cuencas de los ríos  Guayas y  Santiago en el  Ecuador.